# 長春北駅
長春北駅（ちょうしゅんきたえき）とは、中華人民共和国吉林省長春市寛城区に位置する駅。

## 歴史
- 1986年　開業。

## 隣の駅
中華人民共和国鉄道部
京哈線
長春駅 - 長春北駅 - 一間堡駅
長白線
長春駅 - 長春北駅 - 小合隆駅
長双煙線
長春北駅 - 竜泉駅
座標: 北緯43度56分43秒 東経125度20分28秒 / 北緯43.9452度 東経125.3412度